# Пограничный конфликт между Никарагуа и Гондурасом (1957)
Пограничный конфликт между Никарагуа и Гондурасом 1957 года — продолжительный вооружённый конфликт низкой интенсивности между Гондурасом и Никарагуа, продолжавшийся с февраля до мая 1957 года.

## История
Пограничные споры между Никарагуа и Гондурасом имеют длительную историю.
В 1906 году Гондурас в одностороннем порядке распространил свою юрисдикцию на участок территории по берегу реки Сеговия в районе Москитного берега (Никарагуа не признала эти действия, однако не могла им воспрепятствовать — в период с 1912 до 1925 года и с 1926 по 1933 год Никарагуа была оккупирована войсками США, а в 1927—1934 годы под руководством генерала А. Сандино шла национально-освободительная война).
Во время второй мировой войны Никарагуа и Гондурас получали военную помощь от США по программе ленд-лиза, а после подписания в 1947 году в Рио-де-Жанейро Межамериканского договора о взаимной помощи — получили дополнительное количество вооружения и техники. В результате, обе страны были перевооружены американским оружием времён второй мировой войны.
В октябре 1956 года в результате военного переворота к власти в Гондурасе пришла военная хунта; к началу 1957 года положение в стране осложнилось.
В феврале 1957 года, после того как правительство Гондураса объявило о намерении создать на спорном участке территории новый департамент Грасиас-а-Диас, спор о принадлежности участка местности обострился. Обострению спора способствовали также сообщения нефтяных компаний США о возможном наличии на спорной территории месторождений нефти.
Никарагуа отправила к границе части национальной гвардии, после чего на линии границы имели место перестрелки и столкновения с войсками Гондураса.
В апреле 1957 года на банановых плантациях Гондураса (в то время составлявших основу экономики страны) начались забастовки. В результате, правительство Гондураса было вынуждено отвлечь часть сил во внутренние районы страны, а военно-политическое руководство Никарагуа активизировало действия на границе.
В апреле 1957 года взвод никарагуанской национальной гвардии занял населённый пункт Мокорон, находившийся в спорной зоне к северу от реки Сеговия и позволявший контролировать единственную грунтовую дорогу от города Пуэрто-Лемпира на юго-запад вглубь департамента.
25 апреля 1957 года правительство Гондураса направило протест в ОАГ и отозвало посла из Манагуа. Ещё через два дня армия Гондураса получила приказ вернуть Мокорон. 1 мая 1957 года подразделения армии Гондураса атаковали никарагуанские позиции при поддержке миномётов и истребителей P-38 ВВС Гондураса.
После этого никарагуанские военнослужащие отступили со спорной территории. 1 мая 1957 года (первым декретом после окончания инаугурации) Луис Сомоса Дебайле объявил войну Гондурасу и 2 мая 1957 года - приказал начать мобилизацию резервистов, в последующие дни истребители P-51D «мустанг» ВВС Никарагуа совершили несколько вылетов в воздушное пространство Гондураса, но 5 мая 1957 года при посредничестве ОАГ было подписано соглашение о прекращении огня, а 11 мая 1957 года — соглашение о перемирии.
В результате боевых действий, деревня Мокорон была разрушена.

## Последующие события
7 мая 1957 года правительства Никарагуа и Гондураса официально подтвердили, что намерены урегулировать противоречия дипломатическими средствами на условиях ОАГ. Переговоры по урегулированию пограничного конфликта продолжались в Ла-Антигуа до 31 мая 1957 года.
Военный конфликт привёл к росту военных расходов и милитаризации Гондураса и Никарагуа. В составе полиции Гондураса было сформировано военизированное подразделение «Guardia Civil», подчинявшееся непосредственно президенту страны. Никарагуанский диктатор Сомоса закупил партию бронеавтомобилей T17E1 Staghound в Израиле и 12 гаубиц М101А1 в США.
18 ноября 1960 года спор был решён Международным судом в Гааге в пользу Гондураса и была установлена линия границы, признанная обеими странами.